# Cedella Booker
Cedella Marley Booker (Saint Ann, 23 de julho de 1926 — Miami, 8 de abril de 2008) foi uma cantora e escritora jamaicana.
Era também muito conhecida por ser a mãe do maior ícone do reggae mundial, Bob Marley.

## Biografia
Cedella nasceu em Sidilla Editha Malcolm no Rhoden Hall, Saint Ann Parish, Jamaica, filha de Albertha Whilby e Omeriah Malcolm, um fazendeiro e “curandeiro”, um dos mais respeitados residentes da Nine Mile (filho de Robert "Uncle Day" Malcolm, que descende de escravos de Coromantee enviados para Jamaica a partir da Gold Coast no final do século XVII e início do XVIII).
Aos 18 anos, Cedella Malcolm casou com Norval Sinclair Marley, um jamaicano branco inglês com ascendência supostamente síria e judaica, cuja família do pai veio da Inglaterra; e a família da mãe, Ellen Marley (née Broomfield), veio de Levante (Mediterrâneo). Ela engravidou de seu filho, Robert Nesta (cujo segundo nome “Nesta” significa proféticamente “mensageiro sábio”). Norval Marley era um oficial, bem como o superintendente de plantação. Sua família aplicava uma pressão constante, embora ele oferecesse apoio financeiro para eles, o capitão raramente viu sua esposa e filho.
Bob tinha dez anos quando Norval morreu de um ataque cardíaco em 1955 com 70 anos de idade. Cedella e Bob, em seguida, mudaram-se para Trenchtown, uma favela no bairro de Kingston. Este foi o único lugar que Booker poderia dar ao luxo de viver no momento, sendo uma jovem mulher que se desloca do país para a cidade grande por conta própria.
Enquanto vivia em Trenchtown ela deu à luz uma filha, Pearl, com Taddeus Livingston, o pai de Bunny Livingston – conhecido como Bunny Wailer – quem formou o trio original The Wailers com Bob Marley e Peter Tosh em 1963. Cedella Booker depois se casou com Edward, um funcionário público americano, e residiu primeiro em Delaware, onde ela deu à luz mais dois filhos, Richard e Anthony, com Booker.
Anthony foi morto em um tiroteio com a polícia de Miami depois de andar por um shopping center com uma espingarda calibre 12 e abriu fogo em resposta à polícia; Richard Booker sobrevive. Após a morte de Edward Booker em 1976, Cedella mudou-se para Miami, Flórida, onde estava presente no leito de morte de seu filho famoso, que morreu de câncer em 1981. Booker viveu em Miami pelo resto de sua vida. 
Chamada de “The Keeper of the Flame“ (A Guardiã da Chama), Cedella fez dreads volumosos, adotou Rohan Marley, filho de Bob Marley com Janet Hunt, e, ocasionalmente, se apresentou ao vivo com os filhos de Marley, Ky-Mani, Ziggy, Stephen, Damian e Julian Marley. Mais tarde, ela lançou os álbuns de música “Awake Zion” e “Smilin' Island of Song”. Cedella Booker participou das festividades em Addis Abeba, Etiópia, em comemoração do 60º aniversário de Bob Marley em 2005. Ela também escreveu duas biografias sobre Bob Marley. 
Cedella Booker faleceu em aos 81 anos em Miami, Flórida em 8 de abril de 2008. A casa Malcolm, onde Booker e seu marido viviam originalmente foi demolida e substituída pelo novo edifício: Bob Marley Foundation.

## Livros
Booker escreveu dois livros sobre seu filho Bob Marley.
- Bob Marley, An Intimate Portrait by His Mother, que foi publicado em 1997
- Bob Marley, My Son, que foi publicado em 2003.

## Álbuns
- Awake Zion
- Smilin' Island of Song.